# George Douglas, 1.º Conde de Dumbarton
O Major-General George Douglas, 1.º Conde de Dumbarton KT (1635 - 20 de março de 1692) foi um soldado profissional escocês que passou grande parte de sua carreira a serviço de Luís XIV. Em 1678, ele retornou à Inglaterra; como católico, ele era um servidor de confiança de Jaime II e VI e foi para o exílio com ele depois da Revolução Gloriosa de 1688. Morreu no palácio de Saint-Germain-en-Laye em março de 1692.

## Vida
George Douglas, mais tarde Conde de Dumbarton, nasceu em 1635, provavelmente no Castelo de Douglas em Lanarkshire, um dos 13 filhos do Marquês de Douglas (ca 1589-1660) e sua segunda mulher, Lady Maria Gordon (ca 1600-1674). Seu irmão mais velho foi William Douglas, mais tarde duque de Hamilton, enquanto meios-irmãos do primeiro casamento do marquês incluíam Lorde James Douglas e Archibald Douglas, Conde de Angus.